# Paroisse de Notre-Dame-de-Lourdes
Pour les articles homonymes, voir Notre-Dame-de-Lourdes.
La paroisse de Notre-Dame-de-Lourdes est à la fois une paroisse civile et un ancien district de services locaux (DSL) canadien du comté de Madawaska, au nord-ouest du Nouveau-Brunswick. Il y avait 306 habitants en 2001. Dans le cadre de la réforme de la gouvernance locale du 1er janvier 2023, une partie du DSL a été fusionné à la nouvelle ville de Vallée-des-Rivières, et une autre au district rural du Nord-Ouest.

## Toponyme
Le village est nommé en l'honneur de l'apparition mariale à Bernadette Soubirous en 1858.

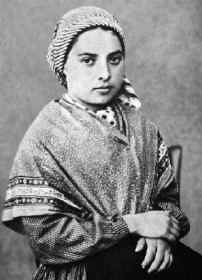
Bernadette Soubirous.
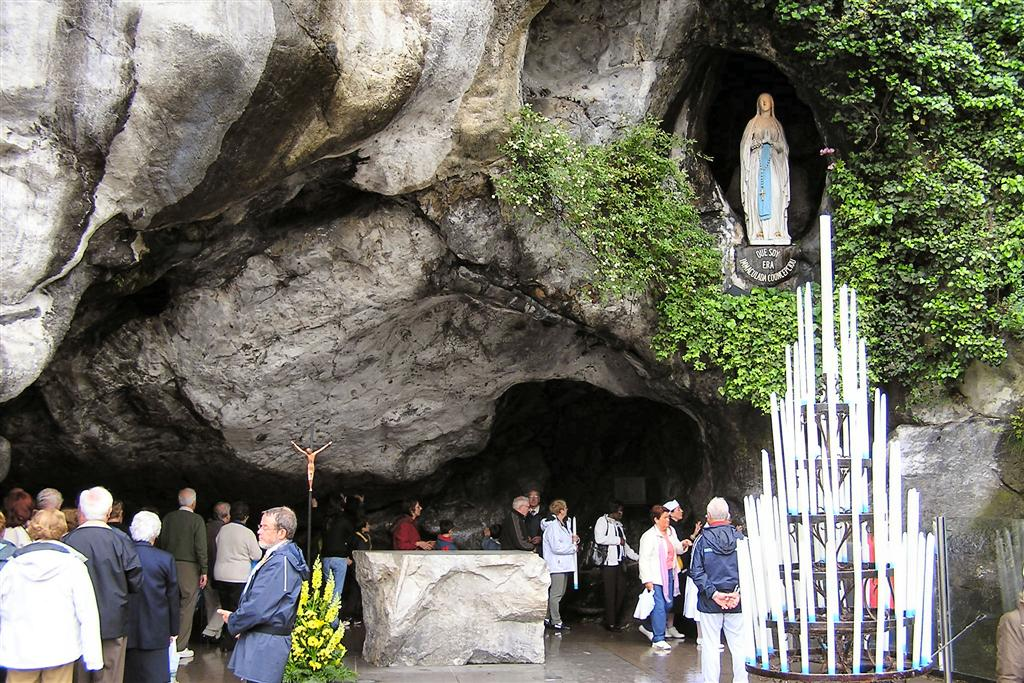
La grotte de Massabielle.
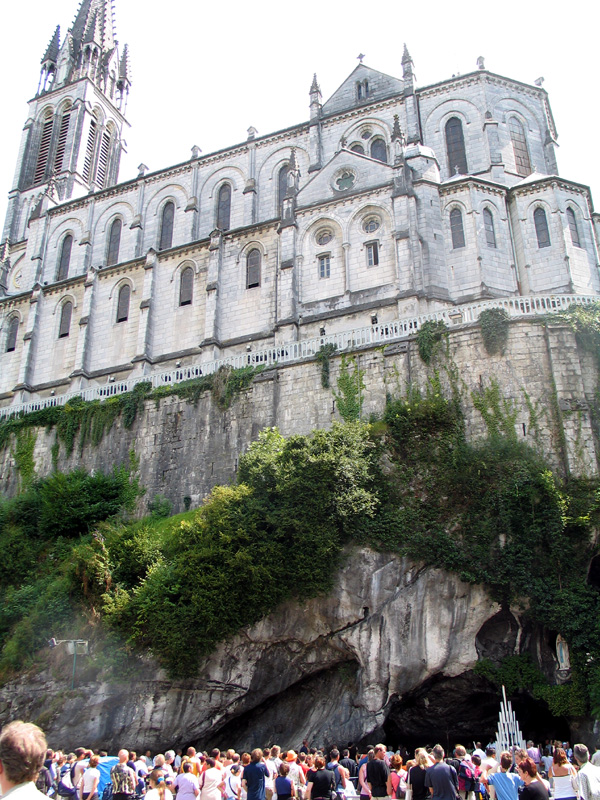
Vue de la basilique de l'Immaculée-Conception surplombant la grotte.

## Géographie

Situation de Notre-Dame-de-Lourdes dans le comté de Madawaska.

### Situation
La paroisse de Notre-Dame-de-Lourdes se trouve à 38 kilomètres de route au sud-est d'Edmundston, dans le comté de Madawaska.
La paroisse est limitrophe de la paroisse de Saint-Léonard à l'est ainsi que de la paroisse de Sainte-Anne au sud et à l'ouest. La paroisse de Drummond, dans le comté de Victoria, se trouve au nord-est. Siegas, une autorité taxatrice de la paroisse de Saint-Anne, se trouve quant à elle au sud. Les villes les plus proches sont Saint-Léonard, à 10 km au sud-est, ainsi que Sainte-Anne-de-Madawaska, à 12 km à l'ouest.
La paroisse de Notre-Dame-de-Lourdes est généralement considérée comme faisant partie de l'Acadie, quoique l'appartenance des Brayons à l'Acadie fasse l'objet d'un débat.

### Hameaux et lieux-dits
La paroisse comprend les hameaux de Flemming, Harrison Brook Settlement et Notre-Dame-de-Lourdes.

## Histoire
La construction du chemin de fer Restigouche and Western, entre Tide Head et Saint-Léonard, commence en 1898. Les travaux sont ralentis en raison du terrain difficile et du manque de fonds et le chemin de fer International prend le contrôle de la ligne en 1906. Les travaux sont terminés en 1910.
L'histoire de Notre-Dame-de-Lourdes débute en 1909, avec son détachement de la paroisse de Sainte-Anne-de-Madawaska. Le curé de Sainte-Anne, responsable de cette nouvelle mission, fait construire une église sur des plans de l'architecte Berlinquet de Québec. Dès février 1914, la mission ouvre un registre, qui consigne en outre les démarches entreprises afin de transformer le statut de Notre-Dame en paroisse. Le conseil du comté de Madawaska vote unanimement en faveur du changement de statut en janvier 1921, demande qui sera accueillie favorablement des autorités civiles trois mois plus tard. Malgré son changement de statut, la nouvelle paroisse est toujours servie par un curé de Sainte-Anne, que les paroissiens vont chercher à cheval et qui, faute de presbytère, loge chez un résident lorsqu'il est de passage.
Il faudra attendre une vingtaine d'années avant la nomination d'un premier curé, Fidèle Poitras, qui célébrera sa première messe dans la petite église le 2 juillet 1943. Outre sa mission pastorale, le nouveau curé doit veiller aux affaires urgentes : l'église, qui avait été construite sans sous-sol, doit être rénovée d'urgence en plus de faire compléter la construction du presbytère, dont la construction a débuté en 1938. Le révérend Poitras s'engage aussi auprès de ses paroissiens en effectuant des démarches pour obtenir le branchement à l'électricité, qu'il obtiendra en 1944.
La caisse populaire de Notre-Dame-de-Lourdes est fondée en 1945,.
La municipalité du comté de Madawaska est dissoute en 1966. La paroisse de Notre-Dame-de-Lourdes devient un district de services locaux en 1967.
Le chemin de fer International est abandonné en 1989.
La caisse est plus tard fusionnée avec celles de Drummond, Saint-Georges (Grand-Sault) et Saint-André pour former la Caisse populaire Les Chutes. Elle fusionne ensuite avec la Caisse populaire La Vallée en 2003 pour former la Caisse populaire La Vallée de l'Érable. La fermeture de la caisse est toutefois prévue pour l'automne 2012.
Notre-Dame-de-Lourdes est l'une des localités organisatrices du Ve Congrès mondial acadien en 2014.

## Démographie
| 2001 | 2006 | 2011 | 2016 |
| ---- | ---- | ---- | ---- |
| 306  | 284  | 263  | 275  |

## Économie
Entreprise Grand-Sault, membre du Réseau Entreprise, a la responsabilité du développement économique.

## Administration

### Comité consultatif
En tant que district de services locaux, Notre-Dame-de-Lourdes est en théorie administré directement par le Ministère des Gouvernements locaux du Nouveau-Brunswick, secondé par un comité consultatif élu composé de cinq membres dont un président. Il n'y a actuellement aucun comité consultatif.

### Commission de services régionaux
La paroisse de Notre-Dame-de-Lourdes fait partie de la Région 1, une commissions de services régionaux (CSR) devant commencer officiellement ses activités le 1er janvier 2013. Contrairement aux municipalités, les DSL sont représentés au conseil par un nombre de représentants proportionnels à leur population et leur assiette fiscale. Ces représentants sont élus par les présidents des DSL mais sont nommés par le gouvernement s'il n'y a pas assez de présidents en fonction. Les services obligatoirement offerts par les CSR sont l'aménagement régional, l'aménagement local dans le cas des DSL, la gestion des déchets solides, la planification des mesures d'urgence ainsi que la collaboration en matière de services de police, la planification et le partage des coûts des infrastructures régionales de sport, de loisirs et de culture; d'autres services pourraient s'ajouter à cette liste.

### Représentation et tendances politiques
Nouveau-Brunswick: Notre-Dame-de-Lourdes fait partie de la circonscription provinciale de Restigouche-La-Vallée, qui est représentée à l'Assemblée législative du Nouveau-Brunswick par Martine Coulombe, du Parti progressiste-conservateur. Elle fut élue en 2010.
 Canada: Notre-Dame-de-Lourdes fait partie de la circonscription fédérale de Madawaska—Restigouche, qui est représentée à la Chambre des communes du Canada par Jean-Claude D'Amours, du Parti libéral. Il fut élu lors de la 38e élection générale, en 2004, puis réélu en 2006 et en 2008.

## Vivre dans la paroisse de Notre-Dame-de-Lourdes
L'église Notre-Dame-de-Lourdes est une église catholique romaine faisant partie du diocèse d'Edmundston. Le bureau de poste et le détachement de la Gendarmerie royale du Canada le plus proche est à Saint-Léonard. Les postes d'Ambulance Nouveau-Brunswick les plus proches sont à Sainte-Anne-de-Madawaska et Saint-Léonard. L'hôpital général de Grand-Sault dessert la région.
Les francophones bénéficient du quotidien L'Acadie nouvelle, publié à Caraquet, ainsi qu'à l'hebdomadaire L'Étoile, de Dieppe. Ils ont aussi accès à l'hebdomadaire La Cataracte de Grand-Sault et aux hebdomadaires Le Madawaska et La République, d'Edmundston. Les anglophones bénéficient des quotidiens Telegraph-Journal, publié à Saint-Jean, et The Daily Gleaner, publié à Fredericton.

## Culture

### Personnalités
- Jean-Guy Poitras